# Парламентские выборы во Франции (1932)

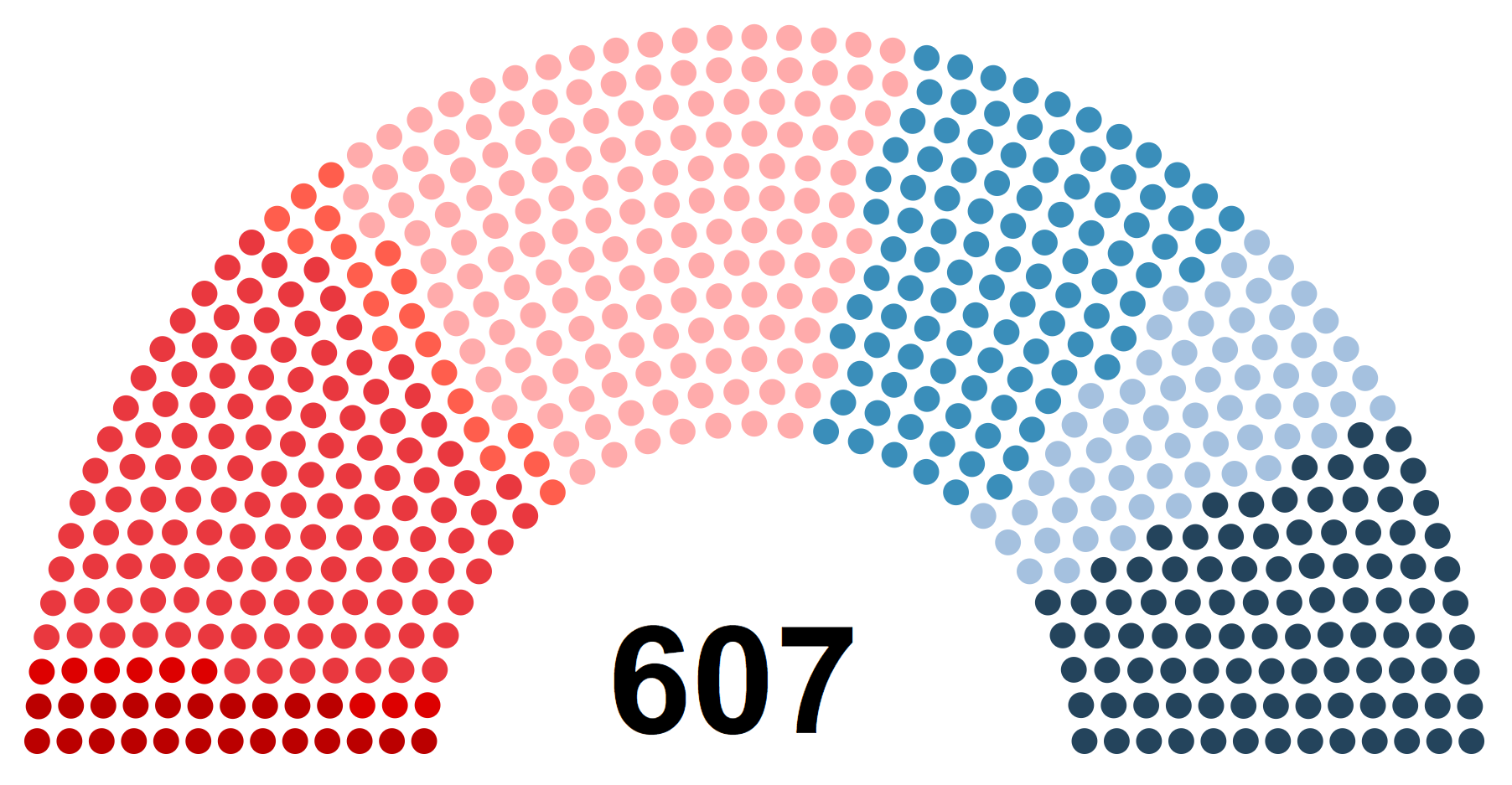

Парламентские выборы во Франции 1932 года проходили 1 и 8 мая.
В промежутке между турами (6 мая) президент республики Поль Думер был смертельно ранен русским эмигрантом Павлом Горгуловым.

## Результаты
| Партия                                     | Места |
| ------------------------------------------ | ----- |
| Центр и правые                             | 258   |
| Радикальные социалисты                     | 160   |
| Французская секция Рабочего Интернационала | 132   |
| Социалисты (PSF)                           | 29    |
| Независимые левые                          | 15    |
| Коммунисты (SFIC)                          | 11    |
| Партия пролетарского единства              | 9     |
| Всего                                      | 614   |

## Внешние ссылки
- http://www.election-politique.com/ Архивная копия от 5 августа 2002 на Wayback Machine